# 前滩中心
前滩中心是位于上海市浦东新区前滩国际商务区的一座280m摩天大楼，由陆家嘴集团投资，KPF建筑事务所设计。前滩中心的办公楼是上海前滩地区最高的大楼，毗邻中国内地的第三个太古里项目——前滩太古里，以及五星级酒店“前滩香格里拉酒店”。

## 简介
前滩中心项目总建筑面积约19.1万平方米，地下3层，地上56层，单层面积约3300-3600㎡，是一栋超高层智能化甲级办公楼。作为一个多功能开发项目，前滩中心还设有会议中心、商业单元和健身中心。
前滩已成为浦东空置率最低片区，截至2022年已吸引了10余家国际经济组织、20多家行业总部机构和200余家中外企业入驻。截至2024年8月，前滩中心的出租率已达到94.6%。

## 來源
1. 1 2 3  . 腾讯网. 2021-08-17  [2024-08-25]. （原始内容存档于2024-08-25）.
2. 1 2  . 上海市人民政府. 2024-08-03  [2024-08-25]. （原始内容存档于2024-11-12）.
3. ↑  . 百度. 2022-07-19.
4. ↑  . 百度. 2024-05-11.
5. ↑  . KPF建筑事务所.   [2024-08-25]. （原始内容存档于2024-11-12）.